# David Baker
David Baker (Seattle, 6 de outubro de 1962) é um bioquímico estadunidense, biólogo computacional e vencedor do Nobel que foi pioneiro em métodos para projetar proteínas e prever suas estruturas tridimensionais. Ele é professor dotado de Bioquímica Henrietta e Aubrey Davis, investigador do Instituto Médico Howard Hughes e professor adjunto de ciências do genoma, bioengenharia, engenharia química, ciência da computação e física na Universidade de Washington. Ele foi laureado com o Prêmio Nobel de Química de 2024 "pelo design computacional de proteínas".
Os programas de inteligência artificial desenvolvidos por Baker e outros resolveram agora em grande parte o problema da previsão da estrutura das proteínas. Baker é membro da Academia Nacional de Ciências dos Estados Unidos e diretor do Instituto de Design de Proteínas da Universidade de Washington. Baker foi cofundador de mais de uma dúzia de empresas de biotecnologia e foi incluído na lista inaugural da revista Time das 100 pessoas mais influentes na saúde em 2024.

## Pesquisa
Embora seja conhecido principalmente pelo desenvolvimento de métodos computacionais para prever e projetar as estruturas e funções de proteínas, Baker mantém um grupo ativo de bioquímica experimental. Ele é autor de mais de 600 artigos científicos.
O grupo de Baker desenvolveu o algoritmo Rosetta para a previsão ab initio de estrutura de proteína, que foi expandido para uma ferramenta de design de proteínas, um projeto de computação distribuída chamado Rosetta@Home, e o jogo de computador Foldit. Baker foi diretor do Rosetta Commons, um consórcio de laboratórios e pesquisadores que desenvolvem software para previsão e design de estruturas biomoleculares. O grupo de Baker participa regularmente da competição de previsão de estrutura CASP, especializando-se em métodos ab initio, incluindo variantes manuais e automatizadas do protocolo Rosetta.
O grupo de Baker também é ativo no campo de design de proteínas; eles são conhecidos por projetar a Top7, a primeira proteína artificial com uma nova dobra.
Em 2017, o Instituto de Design de Proteínas de Baker recebeu mais de 11 milhões de dólares da Open Philanthropy, seguido por uma doação adicional de 3 milhões de dólares em 2021.

Baker cofundou várias empresas de biotecnologia, incluindo a Prospect Genomics, que foi adquirida por uma subsidiária da Eli Lilly em 2001, Icosavax, que foi adquirida pela AstraZeneca em 2023, Sana Biotechnology, Lyell Immunotherapeutics e Xaira Therapeutics.